# Gilbert Thomas Rowe
Gilbert Thomas Rowe (* 7. Februar 1942 in Ames, Iowa) ist ein US-amerikanischer Ökologe und Ozeanograf.

## Leben
Rowe erlangte 1964 den Bachelor of Science und 1966 den Master of Science an der Texas A&M University in Galveston. 1968 wurde er mit der Dissertation Distribution patterns in populations of large, deep-sea benthic invertebrates off North Carolina: a description of ecological zonation in the deep-sea zum Ph.D. in Zoologie an der Duke University promoviert. Im selben Jahr wurde er Assistent an der Woods Hole Oceanographic Institution, wo er bis 1979 als wissenschaftlicher Mitarbeiter tätig war. Von 1979 bis 1987 war er Ozeanograf am Brookhaven National Laboratory. 1987 wurde er Professor an der Abteilung für Ozeanografie der Texas A&M University, die er bis 1993 leitete. Seit 2004 leitet er die Abteilung für Meeresbiologie an der Texas A&M University.
Rowe widmet sich der benthischen Ökologie, Kohlenstoff- und Stickstoffkreisläufen, der Umweltqualität sowie Modellen von Nahrungsketten und Elementkreisläufen in marinen Ökosystemen.
1973 war Rowe neben Robert J. Menzies und Robert Y. George Mitautor der Schrift Abyssal Environment and Ecology of the World Oceans. 1983 gab er das Buch Deep Sea Biology: The Sea heraus.
Rowe ist Mitglied der The Oceanography Society, der Deep-Sea Biology Society, der Association for the Sciences of Limnology and Oceanography sowie der American Association for the Advancement of Science.
Rowe heiratete im Jahr 1962. Aus dieser Ehe ging ein Sohn hervor.

## Dedikationsnamen
Nach Rowe ist die Bandwurmart Grillotia rowei Campbell, 1977 benannt worden.